# مسجد الرحمن الرحيم (القاهرة)
مسجد الرحمن الرحيم هو أحد مساجد مدينة القاهرة الشهيرة, ويقع بطريق صلاح سالم بالعباسية, واقترن اسم المسجد بعزاء وجنازات الشخصيات الشهيرة في مصر.
قام ببنائه الحاج محمود العربي مؤسس شركات العربي جروب لذا يطلق عليه أحياناً مسجد العربي وهو تابع لمؤسسة العربي لتنمية المجتمع .